# Фенербахче (женский баскетбольный клуб)
«Фенербахче» — турецкий женский баскетбольный клуб из Стамбула. Основан в 1954 году. Выиграл 11 титулов чемпиона Турции, имеет лучший результат в Евролиге среди турецких клубов — 2-е место в сезоне 2012/13.

## История
В 1954 году, в системе стамбульского спортивного клуба «Фенербахче», была образована женская баскетбольная команда, которая до 1969 года играла в Стамбульской женской баскетбольной лиге. После десятилетнего периода забвения, команда в 1978 году, снова заявилась для участия в Лиге. Первым успехом в Турции стало чемпионство в сезоне 1998/99.
В 21 веке стамбульский клуб становится «грандом» турецкого женского баскетбола, он выиграл 10 чемпионатов Турции, причём с 2006 года «Фенербахче» неизменно становится победителем первенства (8 побед подряд).
В европейских турнирах статистика турецкого клуба идёт по восходящей. Два подряд сезона команда выходит в Финал четырёх Кубка Европы, и если в 2004 году баскетболистки заняли 4-е место, то в 2005 они играли в финале, где проиграли «хозяину» площадки итальянскому «Фард Наполи» — 45:53. С сезона 2005/06 по 2010/11 «Фенербахче» постоянно останавливается в шаге от Финала четырёх Евролиги ФИБА, проигрывая четвертьфинальную серию в основном российским клубам «УГМК» и «Спарта энд К». Но уже в сезоне 2011/12 клуб уверенно вошёл в Финал восьми Евролиги, где в матче за 3-е место уступил «екатеринбургскому УГМК». Через год судьба вновь свела эти два клуба, но уже в финальном матче Евролиги, и турчанки снова проиграли. До «Фенербахче» ни одному турецкому клубу не удавалось подняться настолько высоко в главном женском европейском турнире.
В сезоне-2023/24 «Фенербахче» победил в четырех турнирах, в которых принимал участие: стал обладателем женского Суперкубка, женского Кубка Турции, победителем Евролиги и национального женского чемпионата Турции, повторив аналогичное достижение УГМК в сезоне-2018/19.

## Достижения
- Чемпион Евролиги (2): 2023, 2024
- Серебряный призёр Евролиги (4): 2013, 2014, 2017, 2022
- Финалист кубка Европы ФИБА: 2005
- Обладатель Суперкубка Европы (2): 2023, 2024
- Чемпион Турции (18): 1999, 2002, 2004, 2006, 2007, 2008, 2009, 2010, 2011, 2012, 2013, 2016, 2018, 2019, 2021, 2022, 2023, 2024
- Серебряный призёр чемпионата Турции (10): 1991, 1992, 1993, 1995, 1996, 2000, 2001, 2005, 2014, 2017
- Обладатель кубка Турции (14): 2000, 2001, 2004, 2005, 2006, 2007, 2008, 2009, 2015, 2016, 2019, 2020, 2024

## Известные игроки
| - Кэти Смит - Дайана Таурази - Николь Пауэлл - Кванитра Холлингсворт - Келли Миллер - Тамми Саттон-Браун - Пенни Тэйлор - Хана Горакова | - Эмили Гомис - Изабель Якубу-Деуи - Элина Бабкина - Анете Екабсоне-Жогота - Зане Тамане - Елена Баранова - Оксана Закалюжная - Шазие Ивегин |